# Instructions (album)
Pour les articles homonymes, voir Instruction.
Albums de Jermaine Dupri
Life In 1472, The Soundtrack
(1998) Young, Fly and Flashy Vol.1
(2005)
Singles
1. Welcome to Atlanta
Sortie : 2001
2. Ballin' Out of Control
Sortie : 2001

Instructions est le deuxième album studio de Jermaine Dupri, sorti le 2 octobre 2001 aux États-Unis et le 16 novembre 2001 en France.
L'album s'est classé 3e au Top R&B/Hip-Hop Albums et 15e au Billboard 200.

## Liste des titres
| No  | Titre                                                                               | Contient un (des) sample(s) de                                    | Durée |
| --- | ----------------------------------------------------------------------------------- | ----------------------------------------------------------------- | ----- |
| 1.  | LP Intro (Interlude)                                                                |                                                                   | 0:24  |
| 2.  | Welcome to Atlanta (featuring Ludacris)                                             | Do It Baby du Redd Holt Unlimited Five Minutes of Funk de Whodini | 3:20  |
| 3.  | Money, Bones & Power (featuring UGK, Pimpin' Ken et Manuel Seal)                    | Midnight and You du Love Unlimited Orchestra                      | 3:50  |
| 4.  | The Dream (Interlude) (featuring Wanda Sykes)                                       |                                                                   | 0:49  |
| 5.  | Get Some (featuring Usher, R.O.C. et Boo & Gotti)                                   |                                                                   | 2:28  |
| 6.  | Hate (Interlude)                                                                    |                                                                   | 1:06  |
| 7.  | Hate Blood (featuring Jadakiss et Freeway)                                          |                                                                   | :55   |
| 8.  | Ballin' Out of Control (featuring Nate Dogg)                                        |                                                                   | 3:08  |
| 9.  | Superfly (featuring Bilal)                                                          |                                                                   | 3:11  |
| 10. | Instructions Interlude                                                              |                                                                   | 0:38  |
| 11. | Rules of the Game (featuring Manish Man)                                            |                                                                   | 3:36  |
| 12. | Prada Bag (Interlude)                                                               |                                                                   | 0:15  |
| 13. | Whatever (featuring Tigah, R.O.C. et Nate Dogg)                                     |                                                                   | 4:18  |
| 14. | Let's Talk About It (featuring Clipse et Pharrell Williams)                         |                                                                   | 5:22  |
| 15. | Yours & Mine (featuring Jagged Edge)                                                |                                                                   | 3:25  |
| 16. | Jazzy Bones Part 2 (featuring Kurupt, Too $hort, Field Mob, Backbone et Eddie Cain) |                                                                   | 4:47  |
| 17. | Hot Mama (Interlude)                                                                |                                                                   | 0:14  |
| 18. | You Bring the Freak Out of Me (featuring Da Brat)                                   |                                                                   | 3:04  |
| 19. | The Morning After (Interlude)                                                       |                                                                   | 0:24  |
| 20. | Rock with Me (featuring Xscape)                                                     |                                                                   | 4:30  |